# James W. Carey
Pour les articles homonymes, voir Carey.
James William Carey (né le 7 septembre 1934, et décédé le 23 mai 2006) est un sociologue américain, théoricien de la communication, critique des médias et professeur de journalisme à l'Université de l'Illinois, puis à l'Université Columbia. 
De 1995 à 2002, il est membre du jury du Peabody Awards. Il décède en 2006, à l'âge de 71 ans.
Carey est reconnu pour avoir développé une vision rituelle de la communication, très éloignée de la pensée mécaniste sur la communication.

## La communication comme culture(1989)
Dans son ouvrage de 1989, Communication as Culture, James Carey consacre le premier chapitre au télégraphe. Il le considère comme un média et analyse le contexte historique de son apparition, ainsi que les changements sociaux et commerciaux qu'il induit. Carey se concentre sur le fait que le télégraphe sépare «communication» et «transport», comment il reconfigure le temps et l'espace, et sur ses effets sur l'idéologie et d'autres aspects de la vie sociale.
En particulier dans le chapitre intitulé « Technologie et idéologie : le cas du télégraphe », Carey propose de voir que le télégraphe « a permis pour la première fois la séparation effective de la communication et du transport ». Autrement dit, le message voyage plus vite que les gens, les chevaux ou les trains : « Le télégraphe ne permettait pas seulement de séparer les messages du mouvement physique des objets ; il a également permis à la communication de contrôler activement les processus physiques ».
Carey fait remarquer que, bien que le télégraphe ait constitué un tournant dans la communication, il repose sur des cadres et des infrastructures antérieurs, tels que les routes, « [il] s'est adapté et modifié, mais il n'a pas déplacé les cartes de connexion » (p. 204). Carey fait une analogie entre l'infrastructure des fils du télégraphe et les formes du relief et la géographie.
Carey voit dans le télégraphe l'outil de la croissance du capitalisme monopoliste et de l'impérialisme et, plus largement, la dépersonnalisation des relations commerciales.
Avant le télégraphe, les décisions commerciales sont prises en « face à face », dans une relation personnelle entre deux acteurs de la relation marchande. Après l'introduction du télégraphe, la relation s'est transformée en une relation d'acheteur à vendeur, fondée sur une hiérarchie et, pire, au management. À ce propos, Carey cite Chandler, « la main visible du management remplace la main invisible du marché parce que la nouvelle technologie (…) permet le traitement d'un volume et une vitesse élevés d'affaires » (1977).
L'un des effets les plus significatifs du télégraphe est la restructuration du temps et de l'espace, pour la vie sociale et commerciale. Selon Carey, le télégraphe rend la géographie non pertinente. Le télégraphe « permet aux symboles de se déplacer indépendamment et plus rapidement que le transport de matières ».
La géographie perdant de l'importance, les relations humaines ont pu s'éloigner du localisme et s'intéresser à un niveau national, international ou mondial.
Carey note des changements dans la langue et le style littéraire. Il souligne qu'en raison du coût d'envoi d'un télégraphe, la langue et la littérature se sont transformées en une forme plus concise. Le « télégraphe rend la prose maigre et sans fioritures », et éloigne les lecteurs des auteurs. Les anecdotes personnelles ou l'humour deviennent impossibles à publier, la langue ne peut plus être locale, ni familière. Le télégraphe « conduit à un changement fondamental dans le traitement des nouvelles », plus objectives afin qu'elles puissent être lues par des individus de toutes croyances et d'opinions différentes, quelles que soient les régions ou les états.
L'importance de l'espace allant en diminuant, le temps gagne en importance. Le temps s'« élargit » d'une certaine manière, car les interactions ne sont plus limitées aux heures du jour car on peut continuer de communiquer avec des interlocuteurs d'autres fuseaux horaires, voire d'hémisphères différents.